# Скеля «Високий стрімчак»
Ске́ля «Висо́кий стрімча́к» — геологічна пам'ятка природи місцевого значення в Україні. Об'єкт природно-заповідного фонду Закарпатської області. 
Розташована в межах Перечинського району Закарпатської області, біля північно-східної частини села Сімер. 
Площа 3 га. Статус надано згідно з рішенням облвиконкому від 18.11.1969 року № 414. Перебуває у віданні ДП «Перечинське ЛГ» (Перечинське л-во, кв. 14, вид. 6). 
Статус надано для збереження скельного масиву, цікавого в науковому та пізнавальному значенні. 